# Тихая (посёлок станции, Пермский край)
Тихая — посёлок станции в Пермском крае России. Входит в Добрянский городской округ.

## Географическое положение
Посёлок расположен в лесной местности, вблизи реки Прудиха, при железнодорожной станции Тихая.

## История
Поселок железнодорожников и их семей появился при строительстве железной дороги в 1956 году.
С 2004 до 2019 гг. входил в Перемское сельское поселение Добрянского муниципального района.

## Население
| 2010 |
| ---- |
| 1    |

## Инфраструктура
Путевое хозяйство железнодорожной линии	Левшино — Няр Свердловской железной дороги.

## Транспорт
Железнодорожный транспорт.

## Топографические карты
- Лист карты O-40-42 Чёлва. Масштаб: 1 : 100 000. Состояние местности на 1982 год. Издание 1988 г.